# Effa Funk Muhse

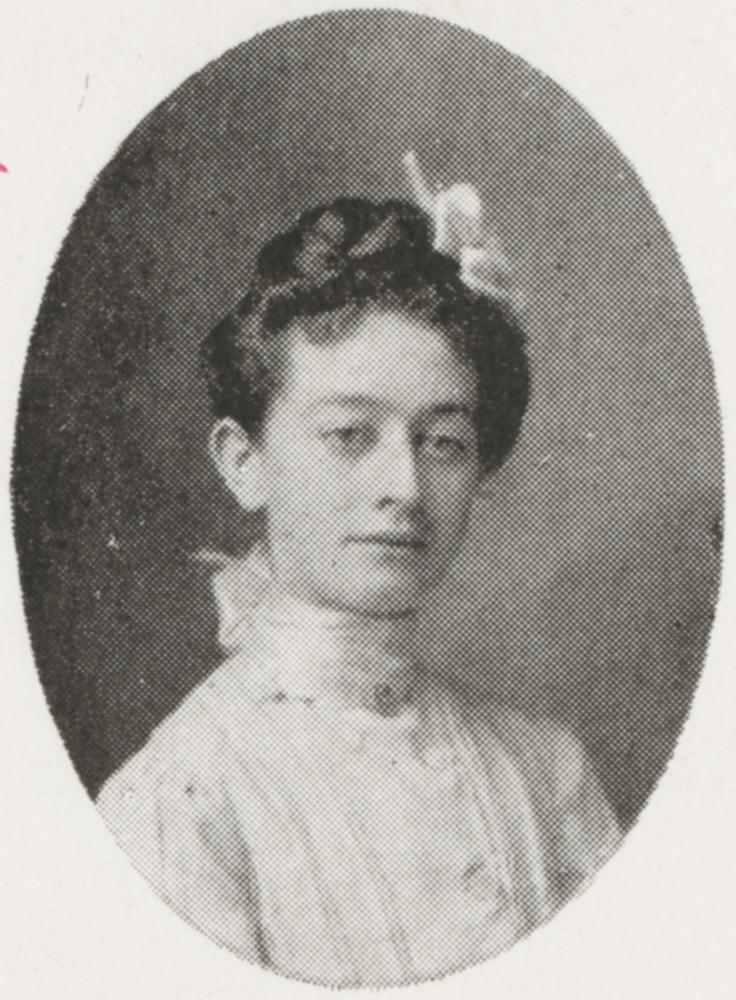
Fue la primera mujer en obtener un doctorado en la Universidad de Indiana.

 Dr. Effa Funk Muhse (19 de junio de 1877 - 7 de febrero de 1968) fue un bióloga estadounidense. Mientras estuvo en Indiana, estudió las glándulas de los sapos . Después de obtener su título, promovió el Partido Nacional de Mujeres en Pensilvania, Idaho y Chicago. Más tarde se convirtió en profesora de biología en Chevy Chase Junior College, que luego nombró un edificio de ciencias en su honor.

## Primeros años y educación
Sus padres son Eliza Bair y Laban Funk en Blachleyville, Ohio, en junio de 1877.  Se mudaron a Hebrón, Indiana .  Mientras estuvo allí, asistió a la escuela secundaria Hebron (Indiana) en 1894. Asistió brevemente a la Escuela Normal del Norte de Indiana hasta que dejó de enseñar.  Comenzó la universidad en la Universidad de Indiana, Bloomington en 1900. Mientras estuvo en la Universidad de Indiana, fue miembro del Graduate Club y del Phi Beta Kappa .   En 1903 completó su AB. Continuó sus estudios en la Universidad de Indiana y completó su maestría en 1906. Inicialmente realizó su doctorado en la Universidad de Cornell .  Sin embargo, se trasladó de nuevo a la Universidad de Indiana en Bloomington y completó su doctorado en Zoología en 1908 bajo la instrucción de Carl Eigenmann y Charles Zeleny .  Esto la convirtió en la primera mujer en obtener un doctorado de la Universidad de Indiana.   Después de que Muhse terminó su tesis, dedicó un tiempo a dar conferencias sobre una variedad de temas, incluido el saneamiento rural.  Más tarde se convirtió en miembro del Partido Nacional de la Mujer, donde se convirtió en sufragista para aumentar las voces de las mujeres en la política.  Trabajó en Pensilvania en 1915 y en Idaho en 1916.   De 1921 a 1927, Muhse enseñó en diversas instituciones.  Una de esas instituciones fue el Seminario del Parque Nacional, donde enseñó economía doméstica y artes domésticas .  Desde 1927 hasta su jubilación en 1948, Muhse enseñó biología en Chevy Chase College and Seminary ( más tarde llamado Chevy Chase Junior College) .   Logró aumentar la asistencia femenina a sus clases de biología. 

## Obras
- Los ojos de los vertebrados ciegos de América del Norte. VI. Los ojos de Typhlops Lumbricalis (Linnæus), una serpiente ciega de Cuba (1903) [15]
- Las glándulas cutáneas del sapo común (1909)
- La herencia y los problemas de la eugenesia: informe del Subcomité de eugenesia [16]

## Vida personal
Muhse era el mayor de cinco hermanos.   Tenía tres hermanas y dos hermanos. Se casó con Albert Charles Muhse en 1899. Fueron coautores de un artículo llamado "Arroz sin pulir". 

## Vida posterior y legado
Su funeral tuvo lugar en Central Christian Church (Indianápolis, Indiana) . Después de retirarse de Chevy Chase School y Junior College, un edificio recibió su nombre. 

## Premios y logros
- Miembro de la Asociación Americana para el Avance de la Ciencia
- Miembro de Phi Beta Kappa
- Miembro de Sigma Xi [19]
- Miembro de la Sociedad de Servicios de Educación Eugenésica de Londres
- Miembro de la Sociedad Biológica de Washington [20]
- Profesor emérito de Chevy Chase School y Junior College (1948)